# Pergalumna strigulata
Pergalumna strigulata är en kvalsterart som beskrevs av Sandór Mahunka 1978. Pergalumna strigulata ingår i släktet Pergalumna och familjen Galumnidae. Inga underarter finns listade i Catalogue of Life.